# Pavel Prokopec
Pavel Prokopec (* 10. Januar 1980 in Gottwaldov) ist ein tschechischer Handballtrainer und ehemaliger Handballspieler.

## Vereinskarriere
Pavel Prokopec spielte in Tschechien bei HC Zlín und bei HC Baník Karviná, mit dem er zweimal Meister und Pokalsieger wurde und in der EHF Champions League spielte. Im Januar 2004 wechselte er in die deutsche Bundesliga zum Stralsunder HV. In der Saison 2004/05 spielte der 2 Meter große und 100 Kilogramm schwere Rückraumspieler beim Zweitligisten HSG Niestetal-Staufenberg und anschließend bei den Füchsen Berlin. Im Januar 2008 wechselte Prokopec zum ThSV Eisenach. Nachdem er von 2010 bis 2012 für den TUSEM Essen auflief, spielte er ab der Saison 2012/13 beim SC DHfK Leipzig, wo er einen Zweijahresvertrag unterschrieb. Zur Saison 2014/15 wechselte er zum TV Großwallstadt, nach dessen Insolvenz im Sommer 2015 zum VfL Eintracht Hagen.

## Nationalmannschaft
Für die tschechische Nationalmannschaft bestritt Pavel Prokopec sieben Länderspiele, in denen er fünf Tore erzielte.

## Trainer
Nach der Saison 2016/17 beendete er seine Karriere und wurde Co-Trainer beim VfL Eintracht Hagen. Ab dem November 2018 trainierte er zusätzlich die 2. Mannschaft vom VfL Eintracht Hagen. Im Frühjahr 2023 gab Prokopec beide Posten ab und übernahm die A-Jugend des VfL Eintracht Hagen. Im Oktober 2024 übernahm er die 1. Männermannschaft des VfL Eintracht Hagen.